# Ommatidiotus iranicus
Ommatidiotus iranicus är en insektsart som beskrevs av Géza Horváth 1905. Ommatidiotus iranicus ingår i släktet Ommatidiotus och familjen Caliscelidae. Inga underarter finns listade i Catalogue of Life.